# Oribatula exsudans
Oribatula exsudans är en kvalsterart som beskrevs av Travé 1961. Oribatula exsudans ingår i släktet Oribatula och familjen Oribatulidae. Inga underarter finns listade i Catalogue of Life.